# Manchete Esportiva

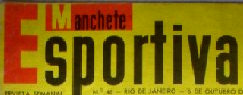
Masthead der Manchete Esportiva

Manchete Esportiva (dt.: Sportschlagzeile) war in Brasilien von November 1955 bis Mai 1959 ein Sportmagazin und von 1983 bis 1999 eine Sportsendung im Fernsehen.
Das Magazin wurde von November 1955 bis Mai 1959 wöchentlich vom Verlag Bloch  Editores  in Rio  de  Janeiro herausgegeben. Die illustrierte Zeitschrift befasste sich vornehmlich mit dem Fußball der Stadt und hatte in der Regel einen Umfang von rund 60 Seiten und maß circa 26 cm × 35 cm. Zu den herausragenden Autoren des Magazins gehörten unter anderem Nélson Rodrigues, der zu jeder Ausgabe einen fußballhistorischen Beitrag schrieb, und Mário Filho.
Der Herausgeber, Bloch Editores, begründete 1983 den Fernsehkanal Rede Manchete und ließ dort gleichzeitig den Namen Manchete Esportiva als 30-minütiges Sportprogramm wiederaufleben. Die Sendung lief bis zum Bankrott des Senders 1999. Ein Präsentator der Sendung war unter anderem Washington Rodrigues, der Ende 1995 als Journalist kurzfristig, und relativ erfolglos, zum Trainer des Erstligisten Flamengo Rio de Janeiro ernannt wurde. 1998 wurde er auch einmal zum Fußballdirektor des Vereins.